# Osteospermum
 Osteospermum  L., 1753 è un genere di piante angiosperme dicotiledoni della famiglia delle Asteraceae (sottofamiglia Asteroideae).

## Etimologia
L'etimologia del nome del genere (Osteospermum) deriva da due prole greche: "osteon" (= osso) e  "spermum" (= seme) e fa riferimento ai duri frutti delle specie di questo genere.
Il nome scientifico del genere è stato definito dal botanico Carl Linnaeus (1707-1778) nella pubblicazione " Species Plantarum" ( Sp. Pl. 2: 923) del 1753.

## Descrizione

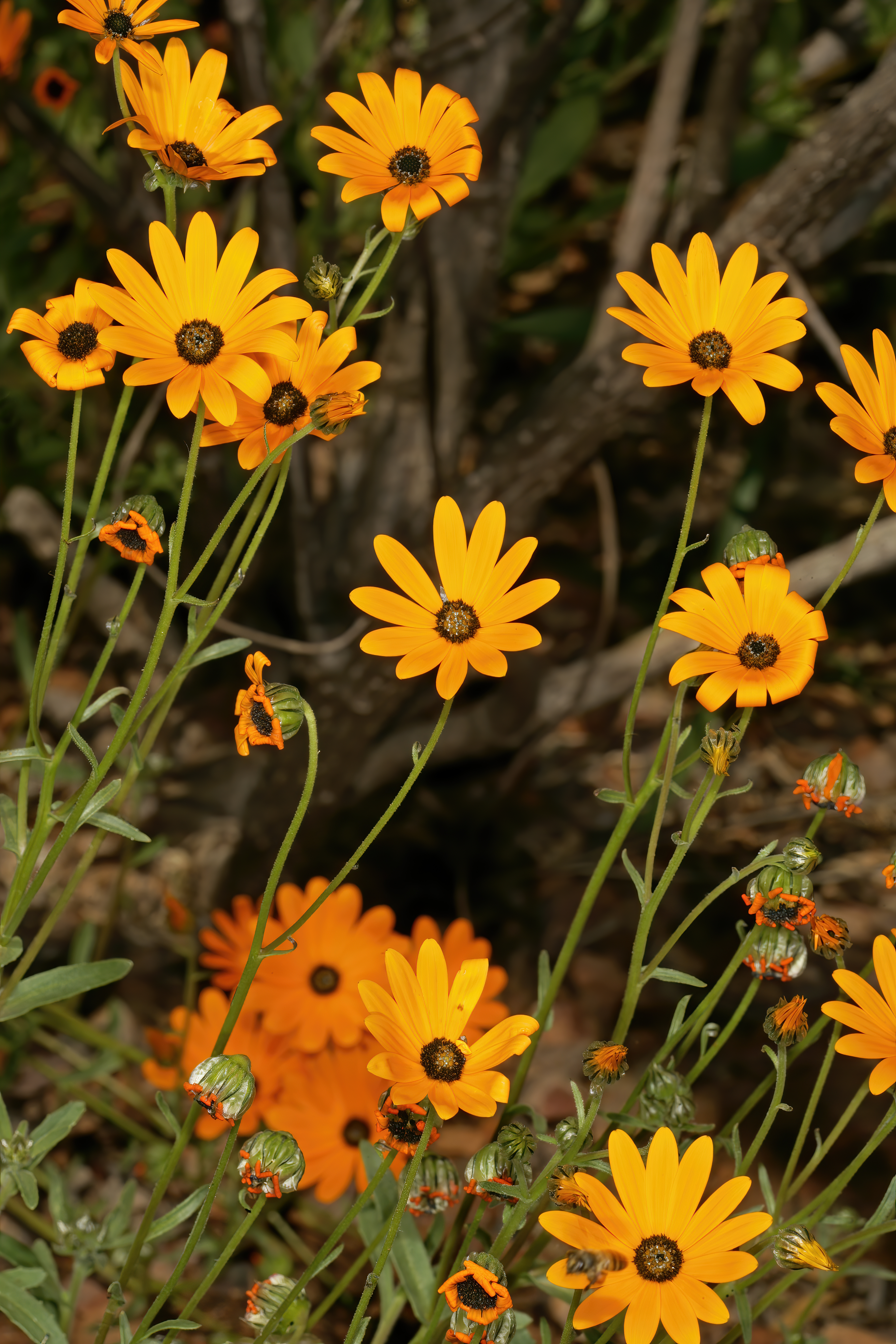
Il portamento
Osteospermum hyoseroides

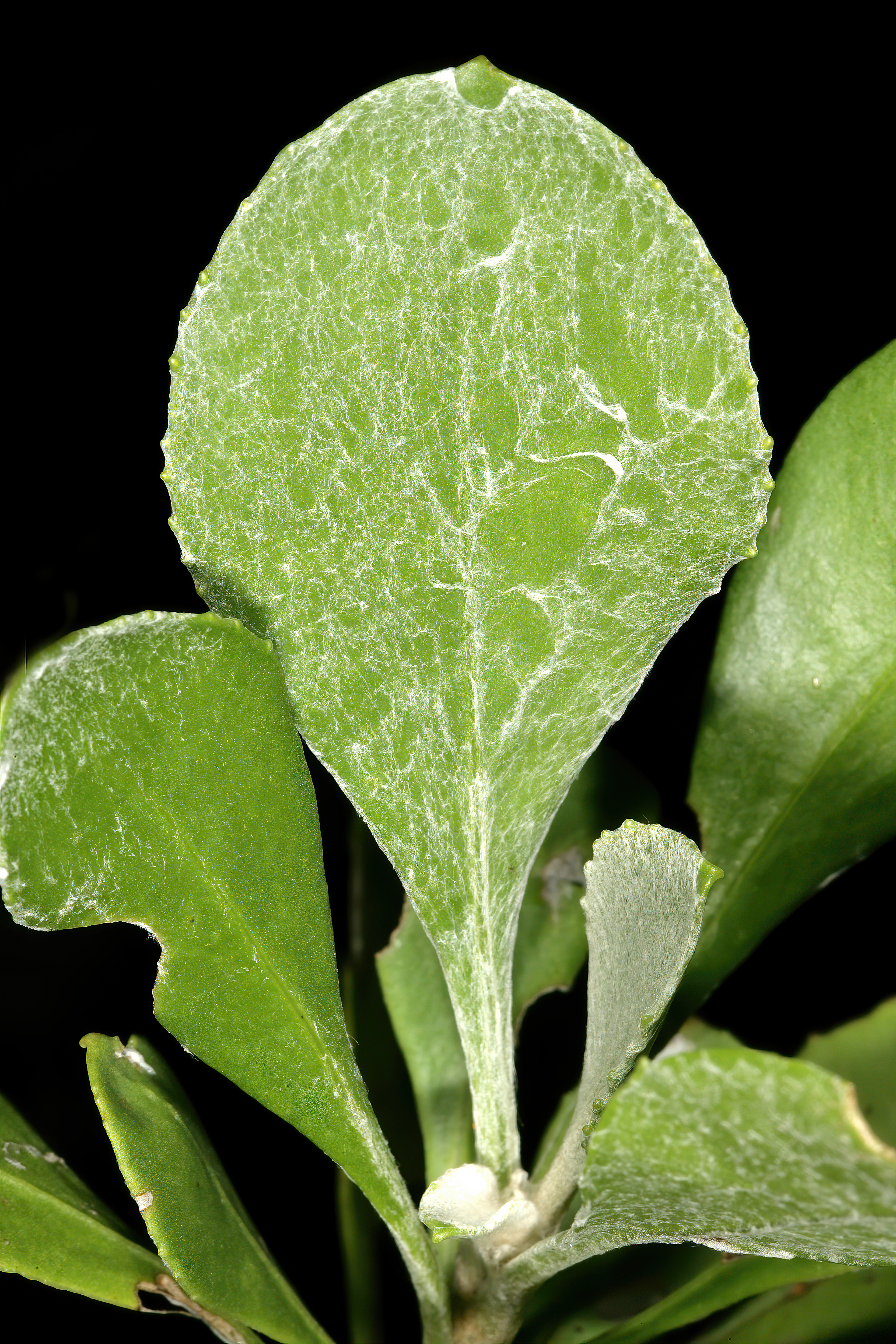
Le foglie
Osteospermum moniliferum

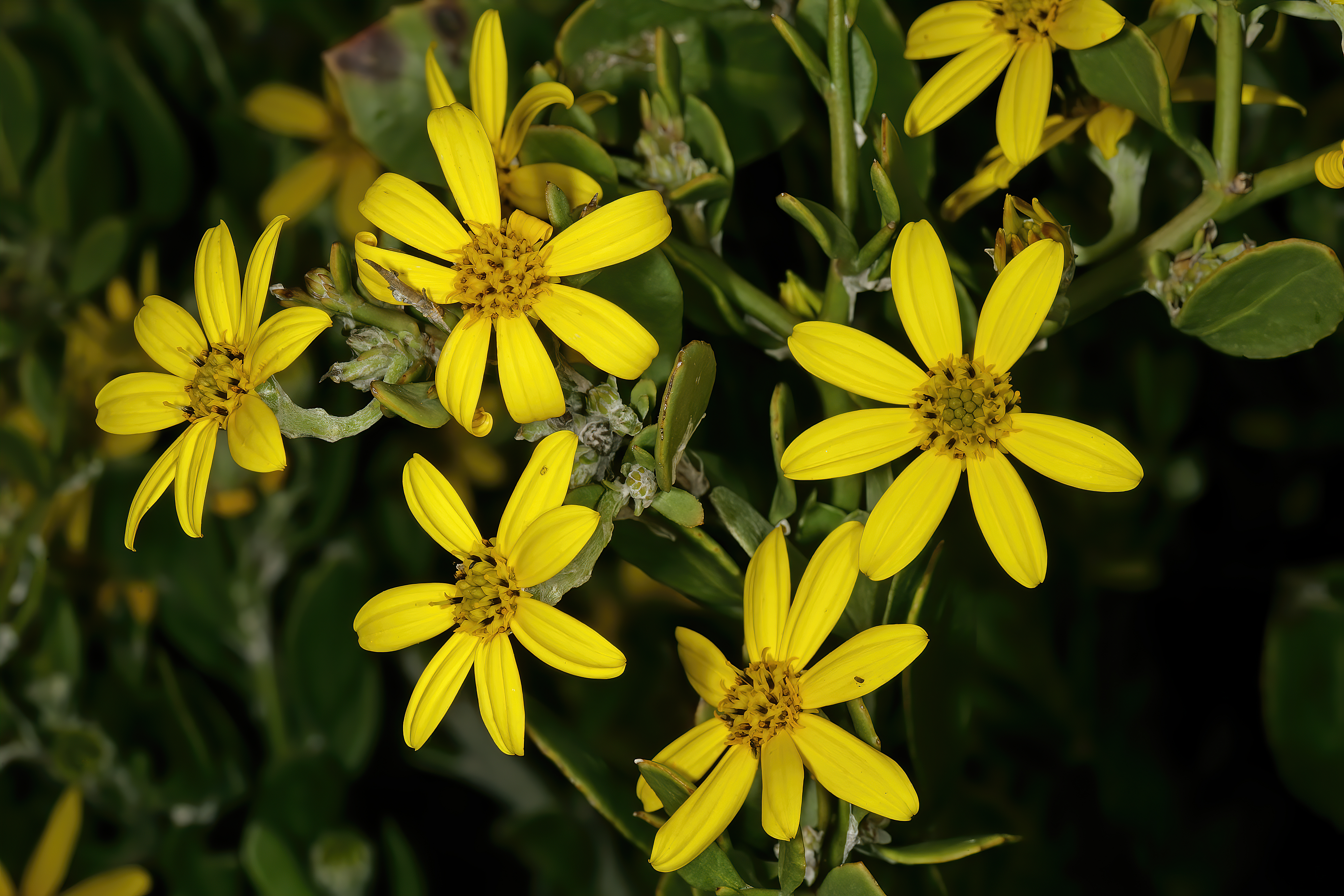
Infiorescenza
Osteospermum incanum

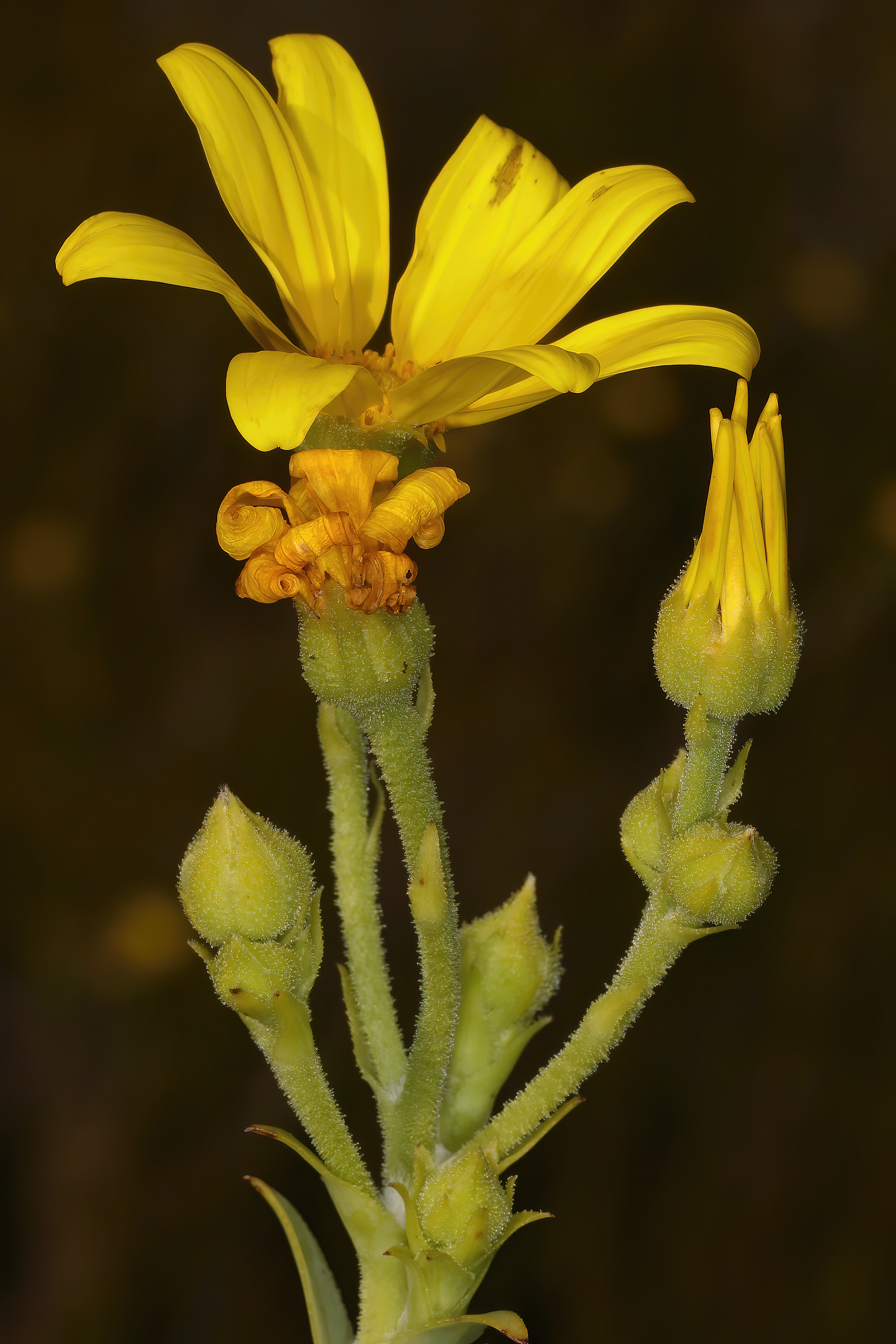
I fiori
Osteospermum corymbosum

Habitus. Le specie di questo genere hanno un habitus erbacee annuo o perenne, oppure arbustivo; sono inoltre prive di lattice. Alcune specie possono essere spinescenti o aracnose o peloso-irte o stipitato-ghiandolari.
Radici. Le radici sono secondarie da rizoma.
Fusto. La parte aerea in genere è eretta o prostrata, semplice o ramosa. Altezza media: da 5 a 150 cm.
Foglie. Le foglie in genere sono cauline disposte in modo alternato (o raramente opposte) e sono picciolate o sessili. Il contorno della lamina è intero o divisa con forme da orbicolate, ellittiche o da oblunghe a oblanceolate, lanceolate o lineari. I margini sono interi o dentati o lobati. La consistenza della foglia normalmente è erbacea con superficie glabra o pubescente.
Infiorescenza. Le sinflorescenze sono sia scapose che composte da diversi capolini raccolti in formazioni corimbose. Le infiorescenze vere e proprie sono formate da un capolino terminale peduncolato (raramente sessile) di tipo radiato. Alla base dell'involucro (la struttura principale del capolino) può essere presente un calice formato da alcune brattee fogliacee. I capolini sono formati da un involucro, con forme da campanulate a emisferiche, composto da 5 - 21 brattee, al cui interno un ricettacolo fa da base ai fiori di due tipi: quelli esterni del raggio e quelli più interni del disco. Le brattee, glabre o pelose, con forme lanceolate, sono disposte in modo più o meno embricato su 1 - 3 serie e possono essere connate alla base;  talora possono avere un margine ialino. Il ricettacolo, a volte alveolato, è nudo (senza pagliette a protezione della base dei fiori); la forma è piatta o conica. Diametro dell'involucro: 5 – 20 mm.
Fiori.  I fiori (fiori del raggio: da 10 a 21 in una serie; fiori del disco: da 12 a 50) sono tetra-ciclici (formati cioè da 4 verticilli: calice – corolla – androceo – gineceo) e pentameri (calice e corolla formati da 5 elementi). Sono inoltre ermafroditi, più precisamente i fiori del raggio (quelli ligulati e zigomorfi) sono femminili e fertili; mentre quelli del disco centrale (tubulosi e actinomorfi) sono funzionalmente maschili.
- Formula fiorale:

*/x K {\displaystyle \infty }, [C (5), A (5)], G 2 (infero), achenio
- Calice: i sepali del calice sono ridotti ad una coroncina di squame.
- Corolla: nella parte inferiore i petali della corolla sono saldati insieme e formano un tubo. In particolare le corolle dei fiori del disco centrale (tubulosi) hanno dei tubi che terminano con delle gole dilatate a raggiera e forma campanulata (i tubi sono più corti delle gole) con cinque lobi più o meno patenti. Nella corolla dei fiori periferici (ligulati) il tubo si trasforma in un prolungamento ligulato (con forme da oblungo-ellittiche a oblanceolate), terminante generalmente con tre denti. Il colore delle corolle dei fiori del raggio varia da biancastro a violaceo e da giallo a arancio; corolle del disco: giallo o violaceo.
- Androceo: gli stami sono 5 con dei filamenti liberi. La parte basale del collare dei filamenti può essere dilatata. Le antere invece sono saldate fra di loro e formano un manicotto che circonda lo stilo. Le appendici apicali delle antere sono piatte con forme triangolari-ovate. Le teche (produttrici del polline) non sono calcarate (sono cioè prive di speroni), ma hanno le code (caudate). La struttura delle antere è di tipo tetrasporangiato, raramente sono bisporangiate. Il tessuto endoteciale è polarizzato. Il polline è di tipo echinato (con punte sporgenti) a forma sferica.
- Gineceo: l'ovario è infero uniloculare formato da 2 carpelli. Lo stilo (il recettore del polline) è minutamente biforcato con due stigmi nella parte apicale. Gli stigmi hanno una forma variabile da subtroncata a ottusa; possono essere ricoperti da minute papille o avere dei penicilli apicali. Le superfici stigmatiche sono continue (e divise almeno alla base) o separate. Dei peli radicali formano un anello alla base dello stilo; la pubescenza può arrivare fin sotto gli stigmi.

Frutti. I frutti sono degli acheni senza pappo. Gli acheni presentano a volte un esocarpo carnoso e colorato e sono molto variabili nelle forme e dimensioni: possono essere dritti o lievemente ricurvi, rostrati, orbicolari, obovati, alati o finestrati (con fori); le forme sono da triquetro-prismatiche a clavate. Inoltre possono essere eteromorfi ma anche dimorfici nella stessa pianta.

## Biologia
Impollinazione: l'impollinazione avviene tramite insetti (impollinazione entomogama tramite farfalle diurne e notturne).

Riproduzione: la fecondazione avviene fondamentalmente tramite l'impollinazione dei fiori (vedi sopra).

Dispersione: i semi (gli acheni) cadendo a terra sono successivamente dispersi soprattutto da insetti tipo formiche (disseminazione mirmecoria). In questo tipo di piante avviene anche un altro tipo di dispersione: zoocoria. Infatti gli uncini delle brattee dell'involucro (se presenti) si agganciano ai peli degli animali di passaggio disperdendo così anche su lunghe distanze i semi della pianta. Inoltre per merito del pappo il vento può trasportare i semi anche a distanza di alcuni chilometri (disseminazione anemocora).

## Distribuzione e habitat
Le specie di questo genere sono distribuite in Africa orientale (da nord a sud) e Penisola Arabica.

## Tassonomia
La famiglia di appartenenza di questa voce (Asteraceae o Compositae, nomen conservandum) probabilmente originaria del Sud America, è la più numerosa del mondo vegetale, comprende oltre 23.000 specie distribuite su 1.535 generi, oppure 22.750 specie e 1.530 generi secondo altre fonti (una delle checklist più aggiornata elenca fino a 1.679 generi). La famiglia attualmente (2021) è divisa in 16 sottofamiglie; la sottofamiglia Asteroideae è una di queste e rappresenta l'evoluzione più recente di tutta la famiglia.

### Filogenesi
Il genere di questa voce è descritto nella tribù Calenduleae (una delle 21 tribù della sottofamiglia Asteroideae). Da un punto di vista filogenetico, la tribù Calenduleae fa parte del supergruppo (o sottofamiglia) "Asteroideae grade"; l'altro è il supergruppo "Non-Asteroideae" contenente il resto delle sottofamiglie delle Asteraceae. All'interno del supergruppo è vicina alle tribù Senecioneae, Gnaphalieae, Astereae e Anthemideae.
 Osteospermum, nell'ambito della filogenesi della sottotribù, si trova in un gruppo politomico comprendente i generi Calendula e Gibbaria. Nelle precedenti classificazioni molte specie di questo genere erano distribuite in diversi generi (ora considerati sinonimi). La tabella seguente evidenzia i vari ex-gruppi (informali) componenti il genere Osteospermum:
| Ex genere                             | Numero specie (appross.)                                    | Distribuzione                               | Alcuni caratteri | Cromosomi        |
| ------------------------------------- | ----------------------------------------------------------- | ------------------------------------------- | --- | ---------------- |
| Chrysanthemoides Fabr., 1759          | 2 - 3                                                       | Africa tropicale (meridionale e orientale)  | Gli acheni sono di tipo drupaceo con distinti strati carnosi colorati di nero-blu o rosso-arancio.                                           | 2n = 18, 20 e 36 |
| Inuloides B.Nord., 2006               | Una specie: Inuloides tomentosa (L.f.) B.Nord.              | Provincia del Capo sud-ovest                | Piccoli arbusti con foglie intere e tomentose. - Acheni tri-alati.                                                                           |                  |
| Monoculus B.Nord., 2006               | 2                                                           | Provincia del Capo e Namibia (meridionale)  | Gli acheni sono tri-alati con una sola finestrella.                                                                                          | 2n = 16          |
| Nephrotheca B.Nord. & Källersjö, 2006 | Una specie: Nephrotheca ilicifolia (L.) B.Nord. & Källersjö | Provincia del Capo                          | La forma delle foglie è ovata-oblunga con margini dentati. - Le brattee dell'involucro sono subuniseriate. - I fiori del raggio sono gialli. | 2n = 20          |
| Norlindhia B.Nord., 2006              | 3                                                           | Provincia del Capo (nord-ovest)             | Il portamento delle specie è erbaceo annuale con superfici ghiandolose-pubescenti. - I margini delle foglie variano da lobati a dentati.     |                  |
| Oligocarpus Less., 1832               | 2                                                           | Sudafrica e Isola di Sant'Elena             | Gli acheni sono dritti o lievemente incurvati (non a forma anulare) e sono alati o/a 6 angoli rostrati. - Lo stilo è bifido.                 |                  |
| Tripteris Less., 1831                 | Circa 20                                                    | Africa tropicale, Egitto e Penisola Arabica | Gli acheni hanno tre ali e tre finestrelle.                                                                                                  | 2n = 18 e 32     |

Attualmente il genere viene diviso nelle 16 seguenti sezioni:
- Sect. Nephrotheca (B.Nord. & Kallersjö) J.C.Manning & Goldblatt
- Sect. Calendula  (L.) J.C.Manning & Goldblatt
- Sect. Oppositifoliae  DC.
- Sect. Homocarpae  Norl. (= Chrysanthemoides  Fabr.)
- Sect. Monticolae  Norl.
- Sect. Polygalinae  DC.
- Sect. Acerosae  Norl. (= Gibbaria  Cass., Oxylaena  Benth. ex Anderb.)
- Sect. Coriaceae  Norl.
- Sect. Diversifoliae  Harv.
- Sect. Xenismia  (DC.) Norl. (= Oligocarpus  Less.)
- Sect. Trialatae  Norl.
- Sect. Spinosae  Norl.
- Sect. Confusae  Norl. (= Norlindhia  B.Nord.)
- Sect. Efenestratae  Norl. (= Inuloides  B.Nord.)
- Sect. Trifenestratae  Norl. (= Tripteris  Less.)
- Sect. Unifenestratae  Norl. (= Monoculus  B.Nord)

Il cladogramma seguente, tratto dallo studio citato e semplificato, mostra una possibile configurazione filogenetica della tribù evidenziando la posizione del genere di questa voce.
|  | Dimorphotheca                                                                         |
|  |                                                                                       |
|  | \| \| Calendula \| \| \| \| \| \| Osteospermum \| \| \| \| \| \| Gibbaria \| \| \| \| |
|  |                                                                                       |
|  | Calendula                                                                             |
|  |                                                                                       |
|  | Osteospermum                                                                          |
|  |                                                                                       |
|  | Gibbaria                                                                              |
|  |                                                                                       |

|  | Calendula    |
|  |              |
|  | Osteospermum |
|  |              |
|  | Gibbaria     |
|  |              |

|  | Dimorphotheca                                                                         |
|  |                                                                                       |
|  | \| \| Calendula \| \| \| \| \| \| Osteospermum \| \| \| \| \| \| Gibbaria \| \| \| \| |
|  |                                                                                       |
|  | Calendula                                                                             |
|  |                                                                                       |
|  | Osteospermum                                                                          |
|  |                                                                                       |
|  | Gibbaria                                                                              |
|  |                                                                                       |

|  | Calendula    |
|  |              |
|  | Osteospermum |
|  |              |
|  | Gibbaria     |
|  |              |

I caratteri distintivi del genere  Osteospermum sono:
- i fiori del raggio sono gialli/arancio;
- gli acheni hanno una sezione triangolare (sono più o meno prismatici e clavati) con superfici tubercolate e/o tri-alate.

Il numero cromosomico delle specie di questo genere è: 2n = 16, 18 e 32.

### Elenco delle specie
Questo genere ha 74 specie:
A
- Osteospermum acanthospermum (DC.) Norl.
- Osteospermum aciphyllum DC.
- Osteospermum afromontanum Norl.
- Osteospermum amplectens  (Harv.) Norl.
- Osteospermum angolense  Norl.
- Osteospermum apterum (B.Nord.) J.C.Manning & Goldblatt
- Osteospermum armatum Norl.
- Osteospermum asperulum (DC.) Norl.
- Osteospermum attenuatum Hilliard & B.L.Burtt
- Osteospermum auriculatum (S.Moore) Norl.
- Osteospermum australe B.Nord.

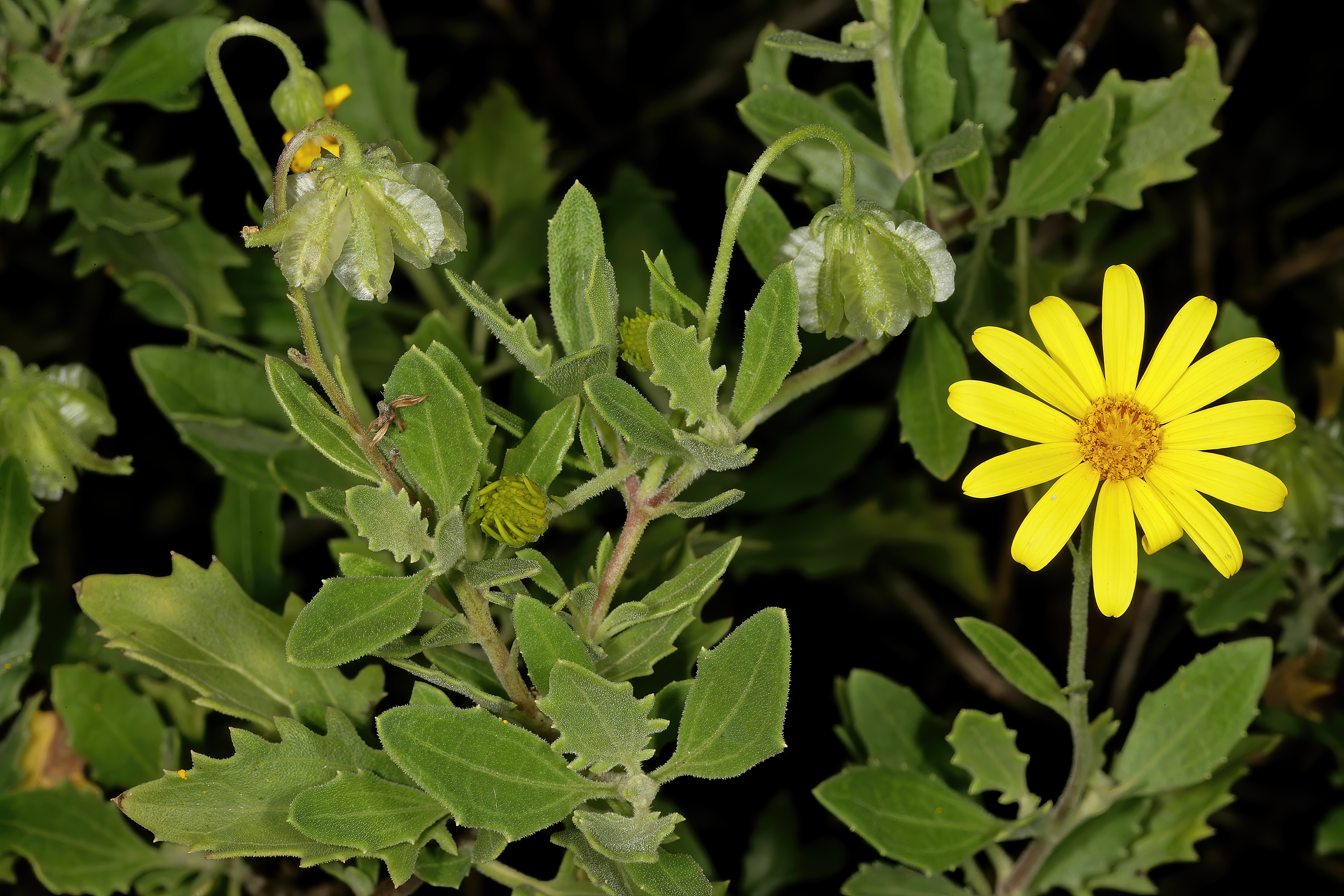
Osteospermum auriculatum

B
- Osteospermum bidens Thunb.
- Osteospermum bolusii (Compton) Norl.
- Osteospermum breviradiatum Norl.
- Osteospermum burttianum B.Nord.

C
- Osteospermum calcicola (J.C.Manning & Goldblatt) J.C.Manning & Goldblatt
- Osteospermum calendulaceum L.f.
- Osteospermum ciliatum P.J.Bergius
- Osteospermum connatum DC.
- Osteospermum corymbosum L.
- Osteospermum crassifolium (O.Hoffm.) Norl.

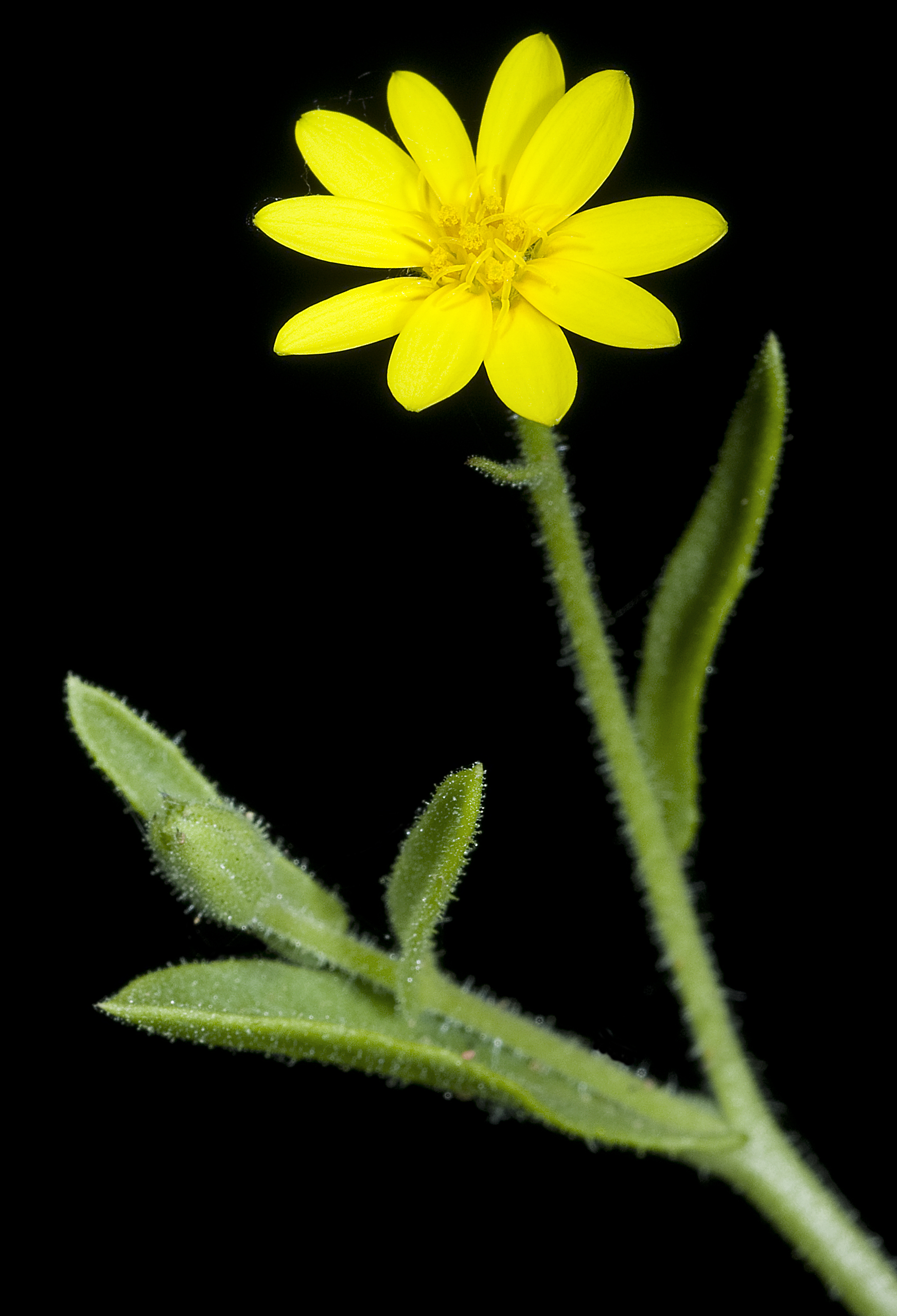
Oligocarpus calendulaceus
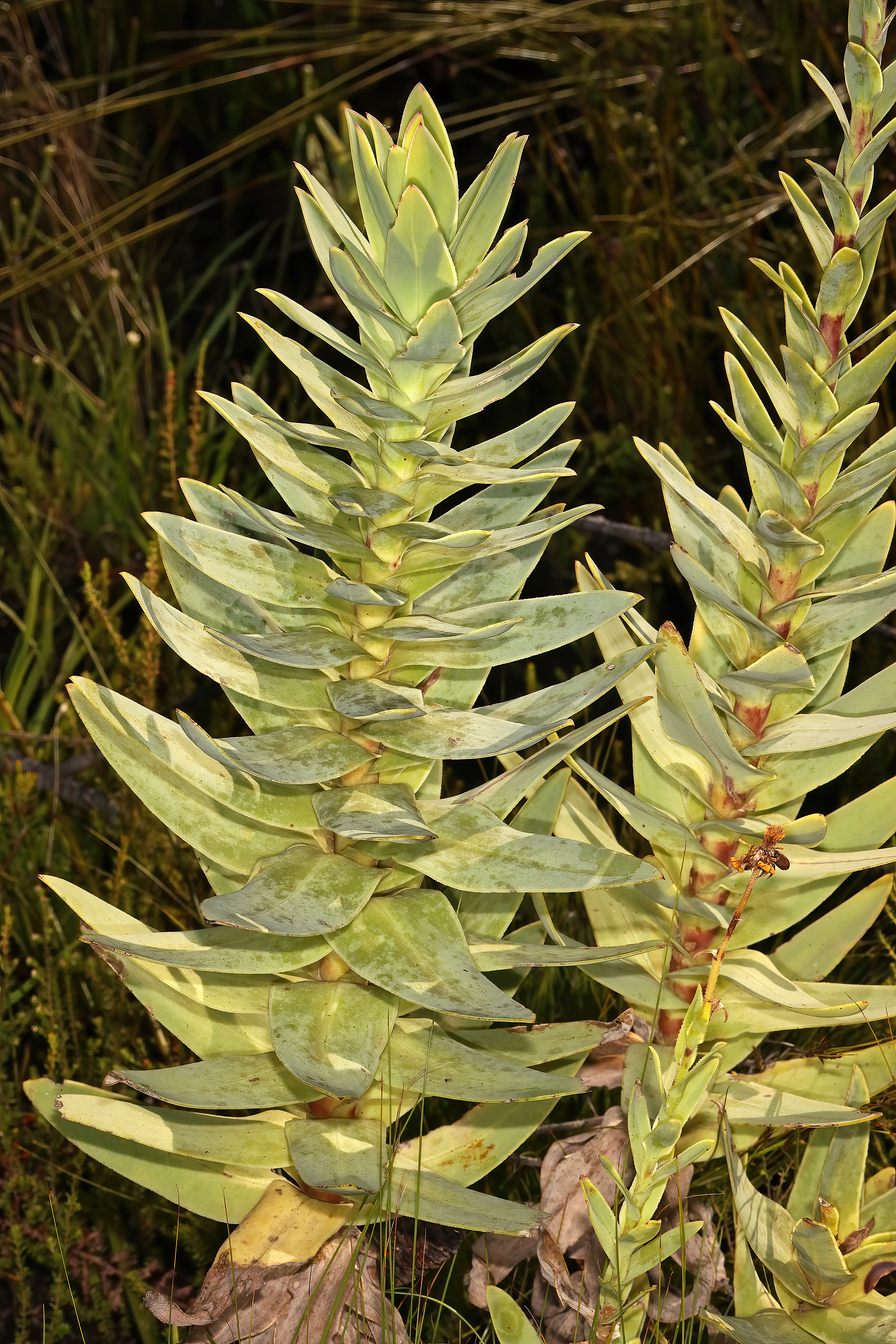
Osteospermum corymbosum

D-E-G
- Osteospermum dentatum Burm.f.
- Osteospermum elsieae Norl.
- Osteospermum grandidentatum DC.
- Osteospermum grandiflorum DC.

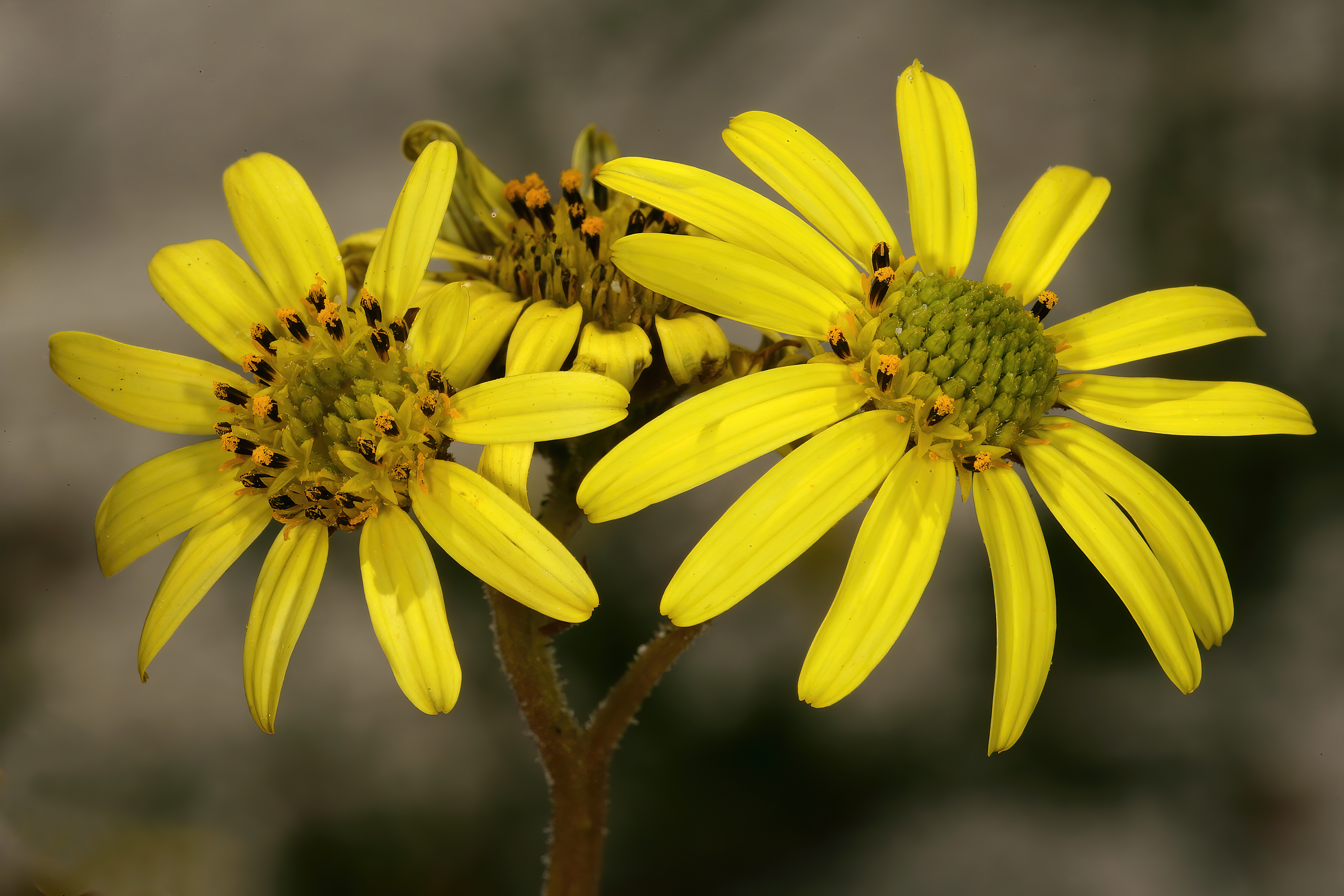
Osteospermum dentatum

H
- Osteospermum hafstroemii Norl.
- Osteospermum herbaceum L.f.
- Osteospermum hirsutum Thunb.
- Osteospermum hispidum Harv.
- Osteospermum hyoseroides (DC.) Norl.

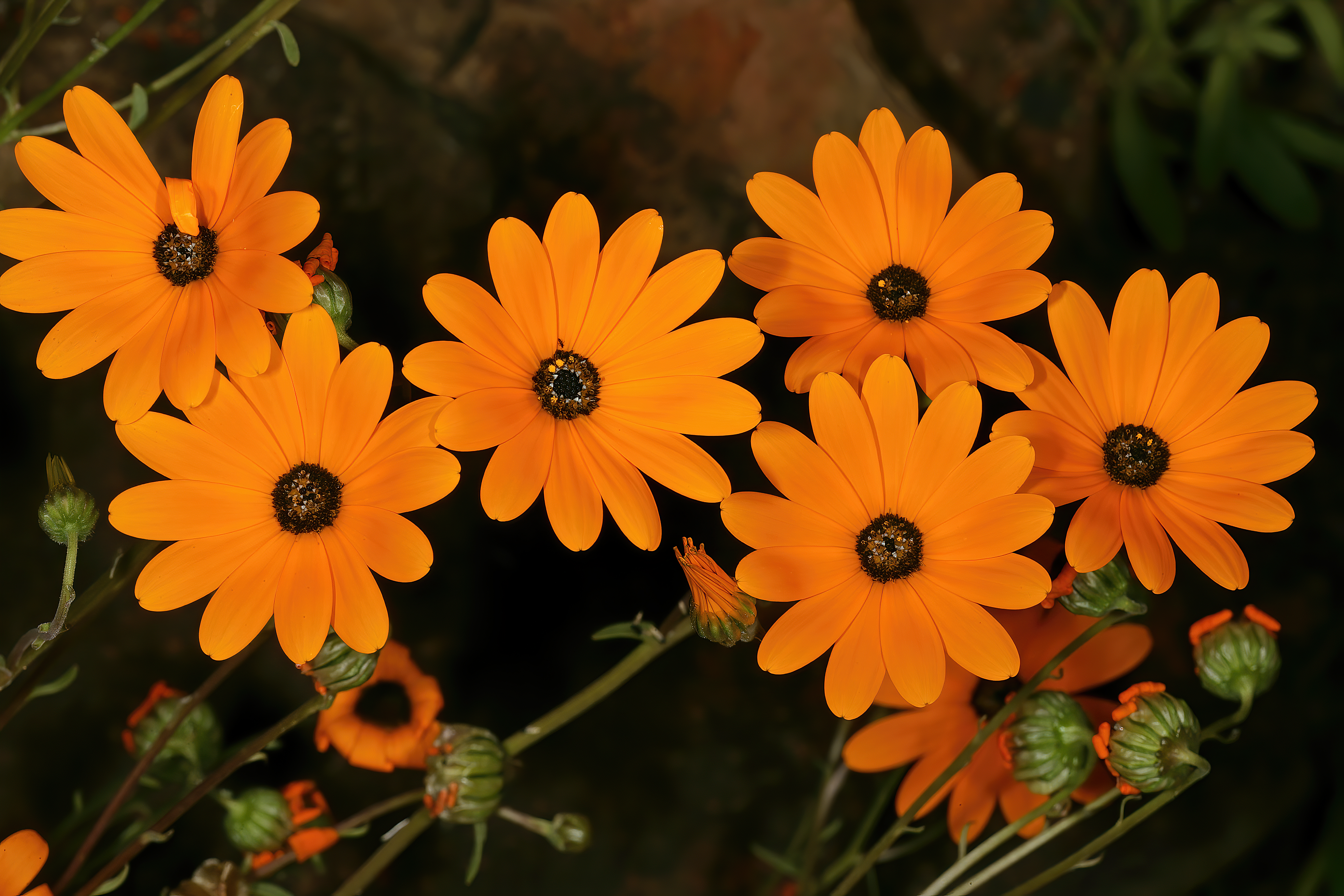
Osteospermum hyoseroides

I-J-K
- Osteospermum ilicifolium L.
- Osteospermum imbricatum L.
- Osteospermum incanum Burm.f.
- Osteospermum junceum P.J.Bergius
- Osteospermum karrooicum (Bolus) Norl.

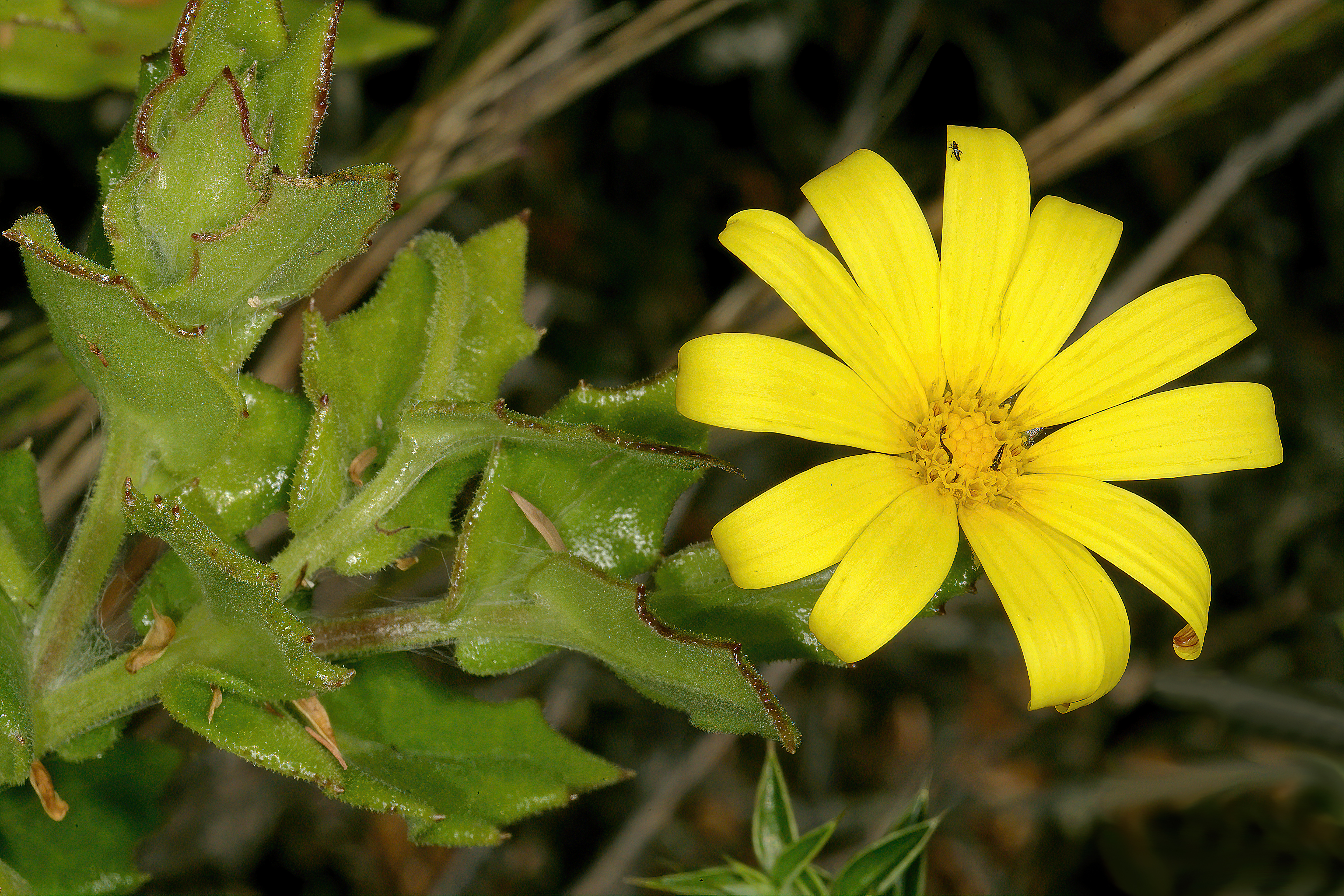
Osteospermum ilicifolium
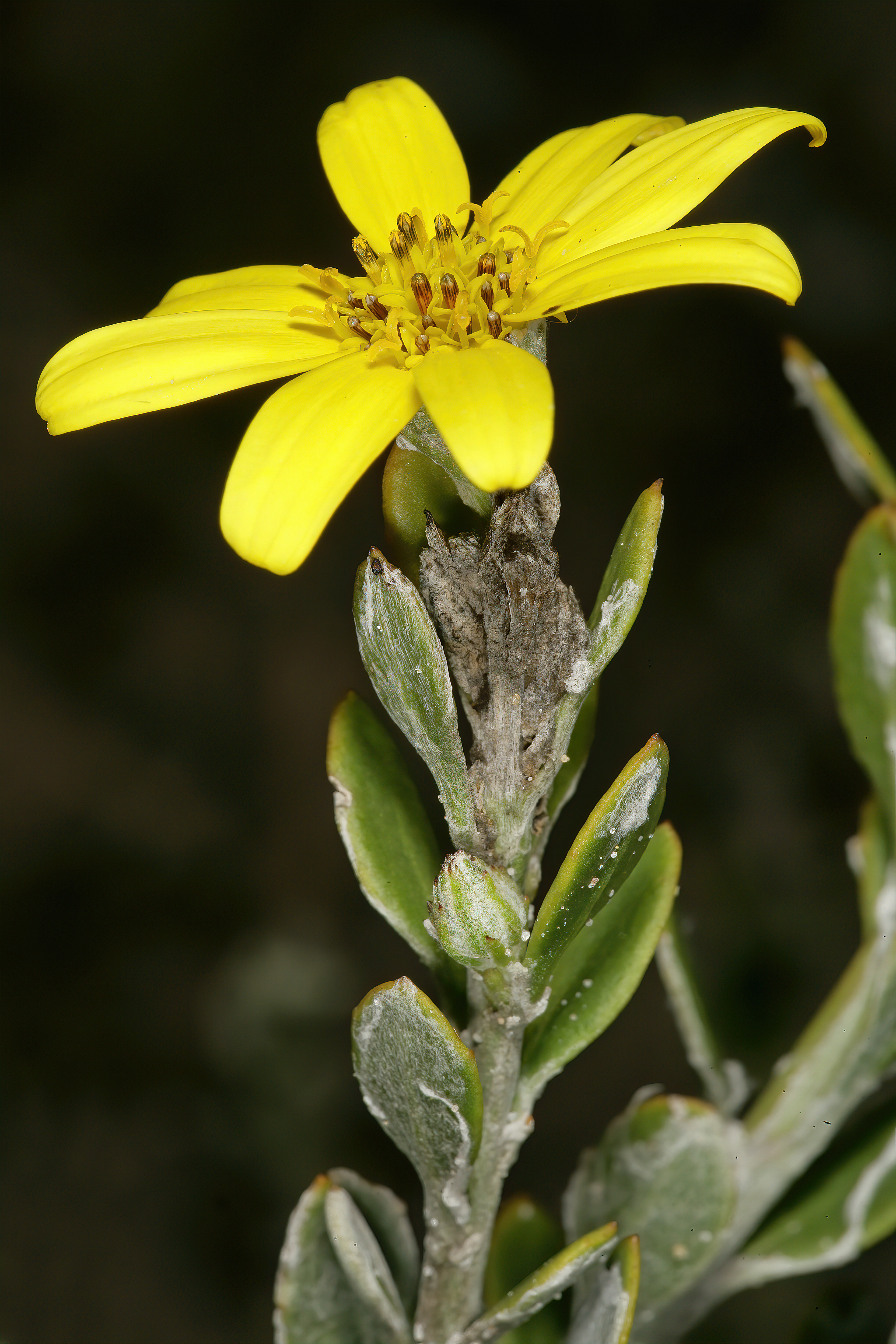
Osteospermum incanum
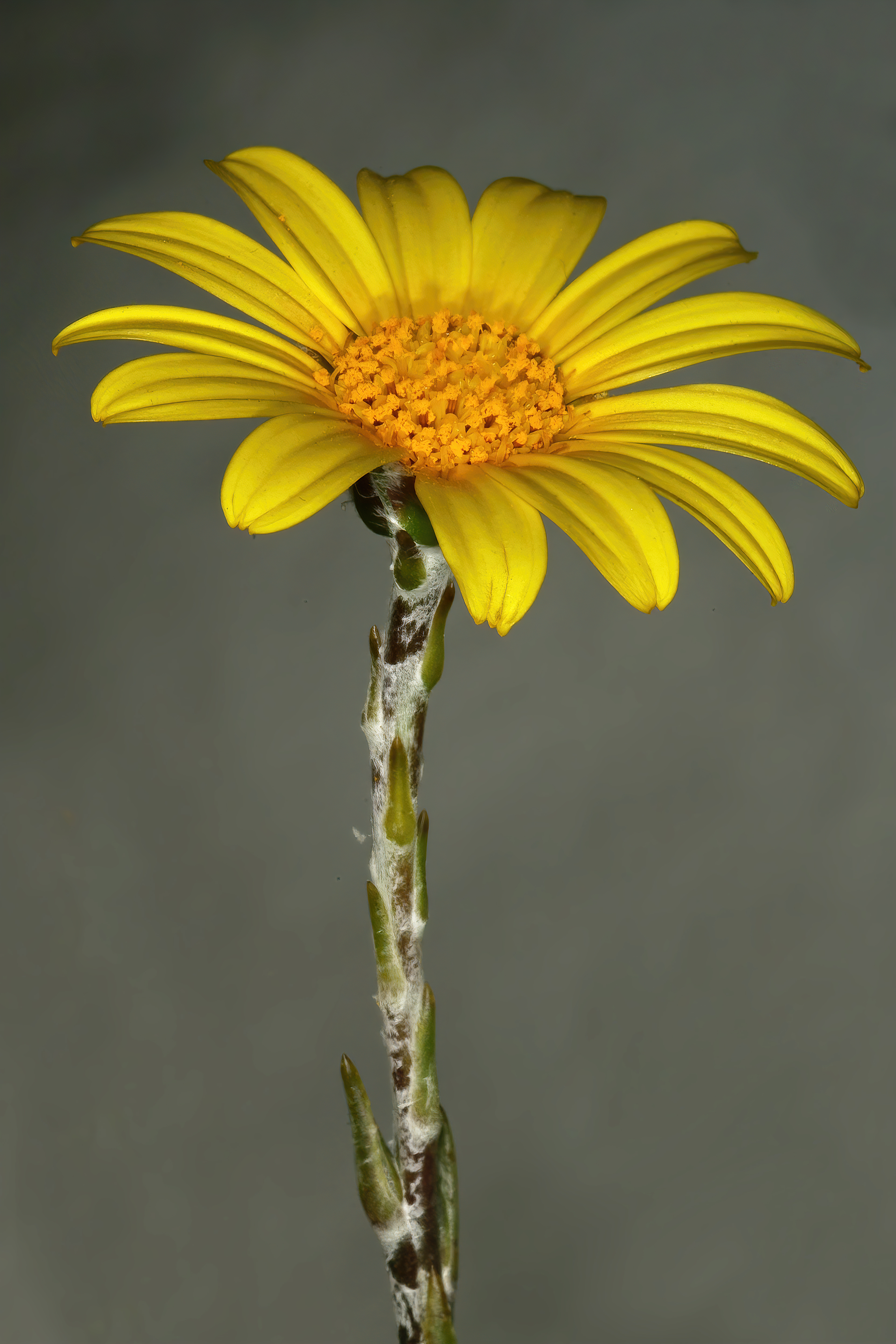
Osteospermum junceum

L-M
- Osteospermum lanceolatum DC.
- Osteospermum leptolobum (Harv.) Norl.
- Osteospermum microcarpum (Harv.) Norl.
- Osteospermum microphyllum DC.
- Osteospermum moniliferum  L.
- Osteospermum monocephalum  (Oliv. & Hiern) Norl.
- Osteospermum monstrosum  (Burm.f.) J.C.Manning & Goldblatt
- Osteospermum montanum Klatt
- Osteospermum muricatum E.Mey. ex DC.

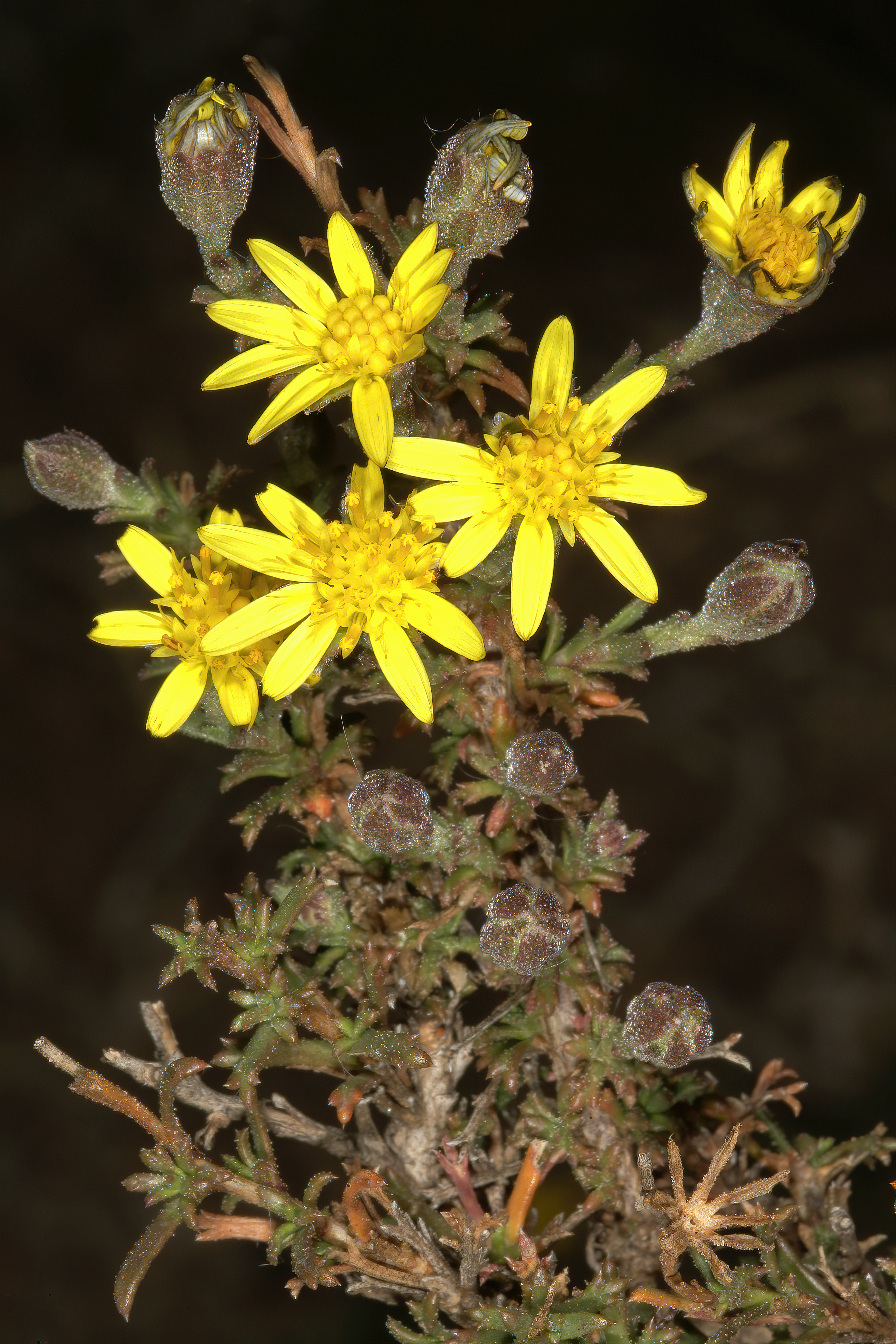
Osteospermum leptolobum
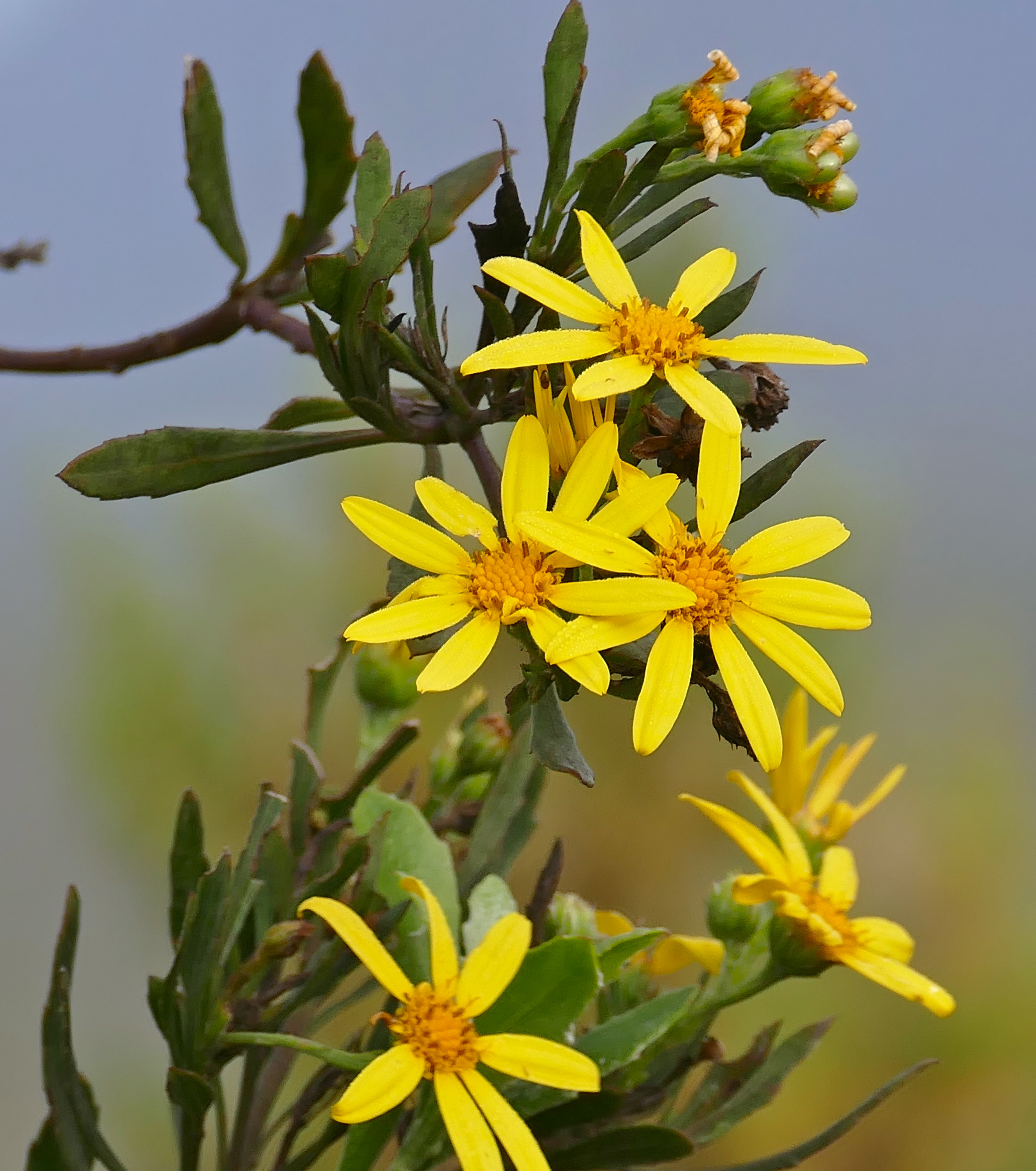
Osteospermum moniliferum
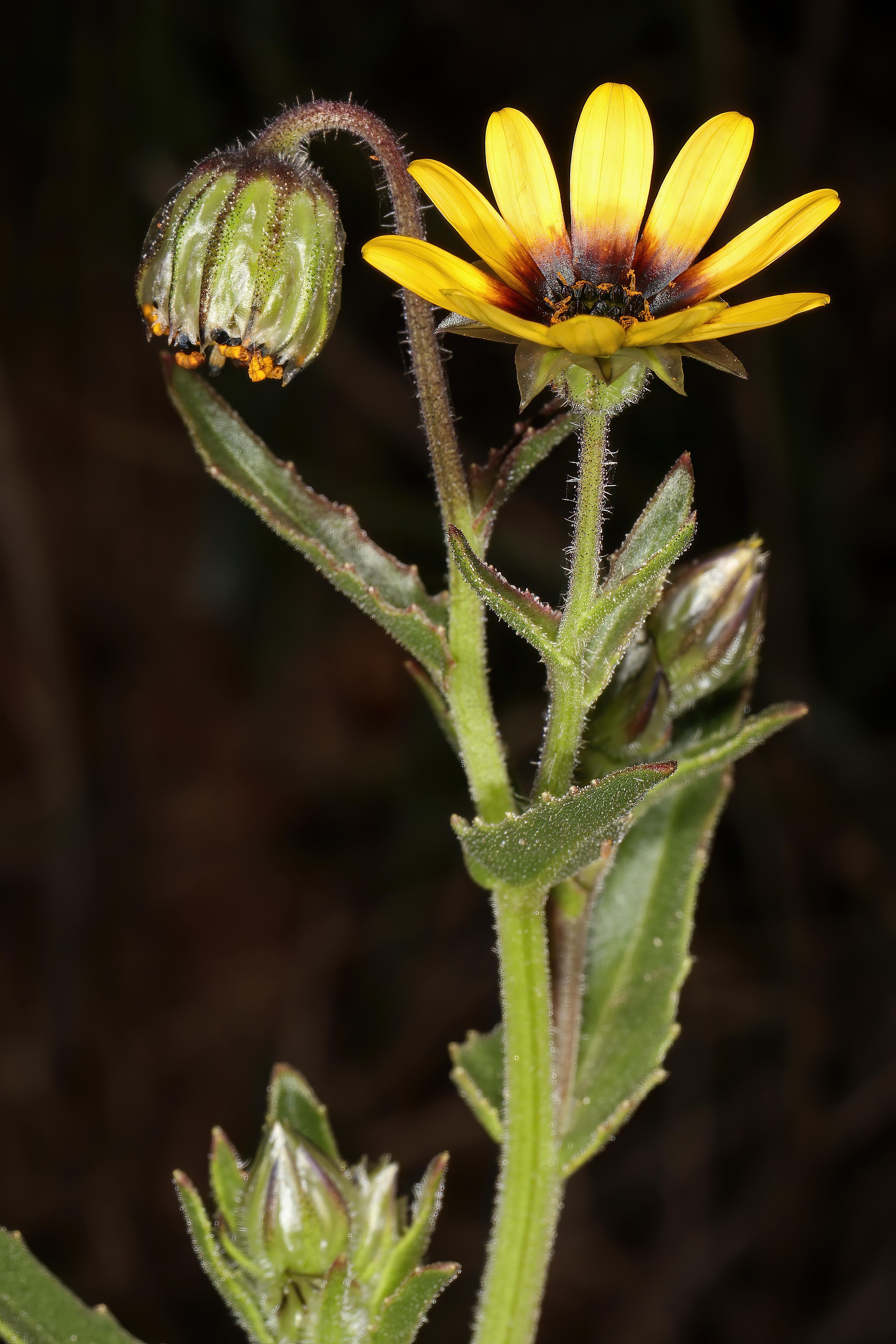
Osteospermum monstrosum
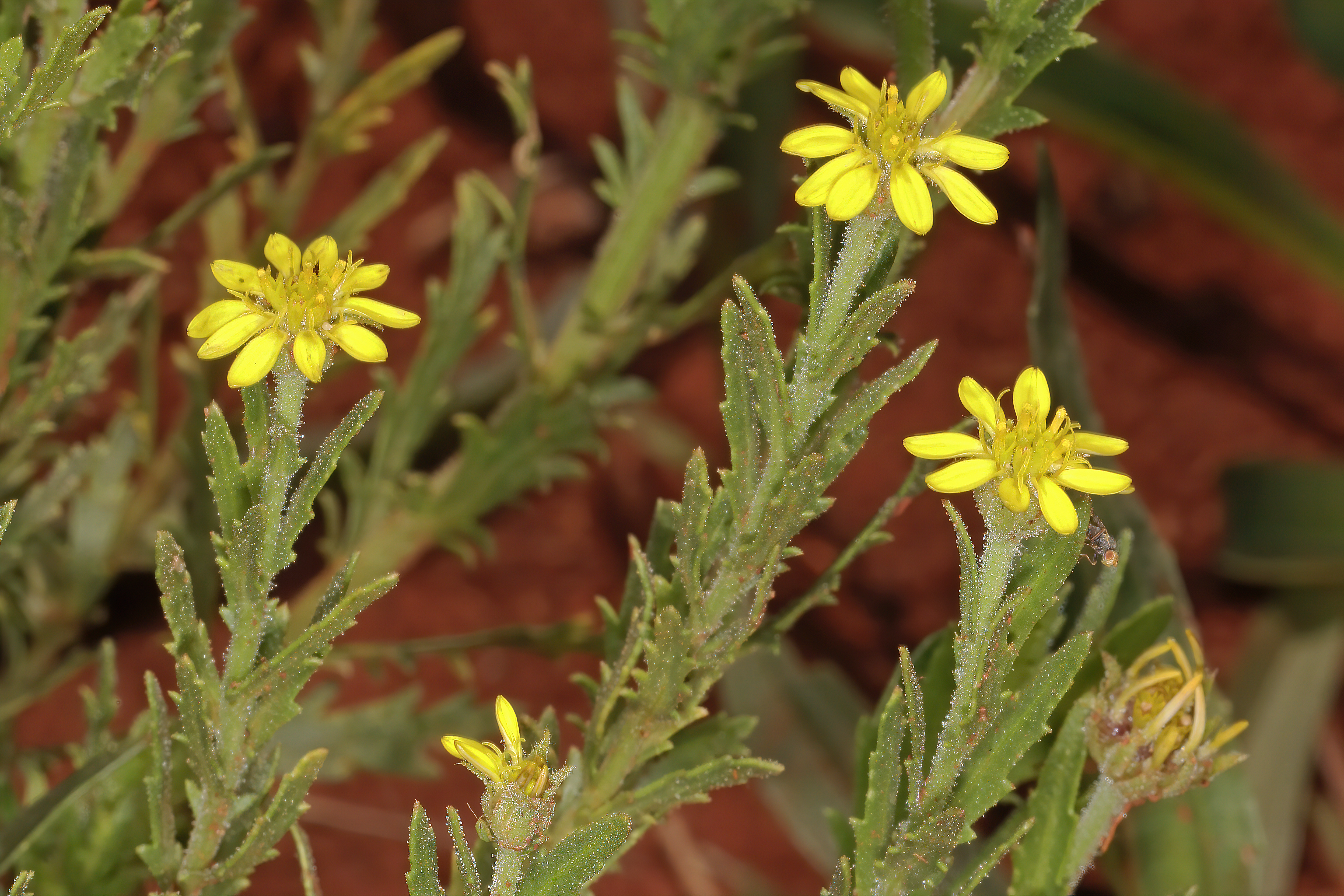
Osteospermum muricatum

N
- Osteospermum namibense  Swanepoel
- Osteospermum nervosum  (Hutch.) Norl.
- Osteospermum nordenstamii  J.C.Manning & Goldblatt
- Osteospermum norlindhianum  J.C.Manning & Goldblatt
- Osteospermum nyikense  Norl.

O-P
- Osteospermum oppositifolium (Aiton) Norl.
- Osteospermum pinnatilobatum  Norl.
- Osteospermum pinnatum (Thunb.) Norl.
- Osteospermum polycephalum (DC.) Norl.
- Osteospermum polygaloides L.
- Osteospermum potbergense A.R.Wood & B.Nord.
- Osteospermum pterigoideum Klatt
- Osteospermum pyrifolium Norl.

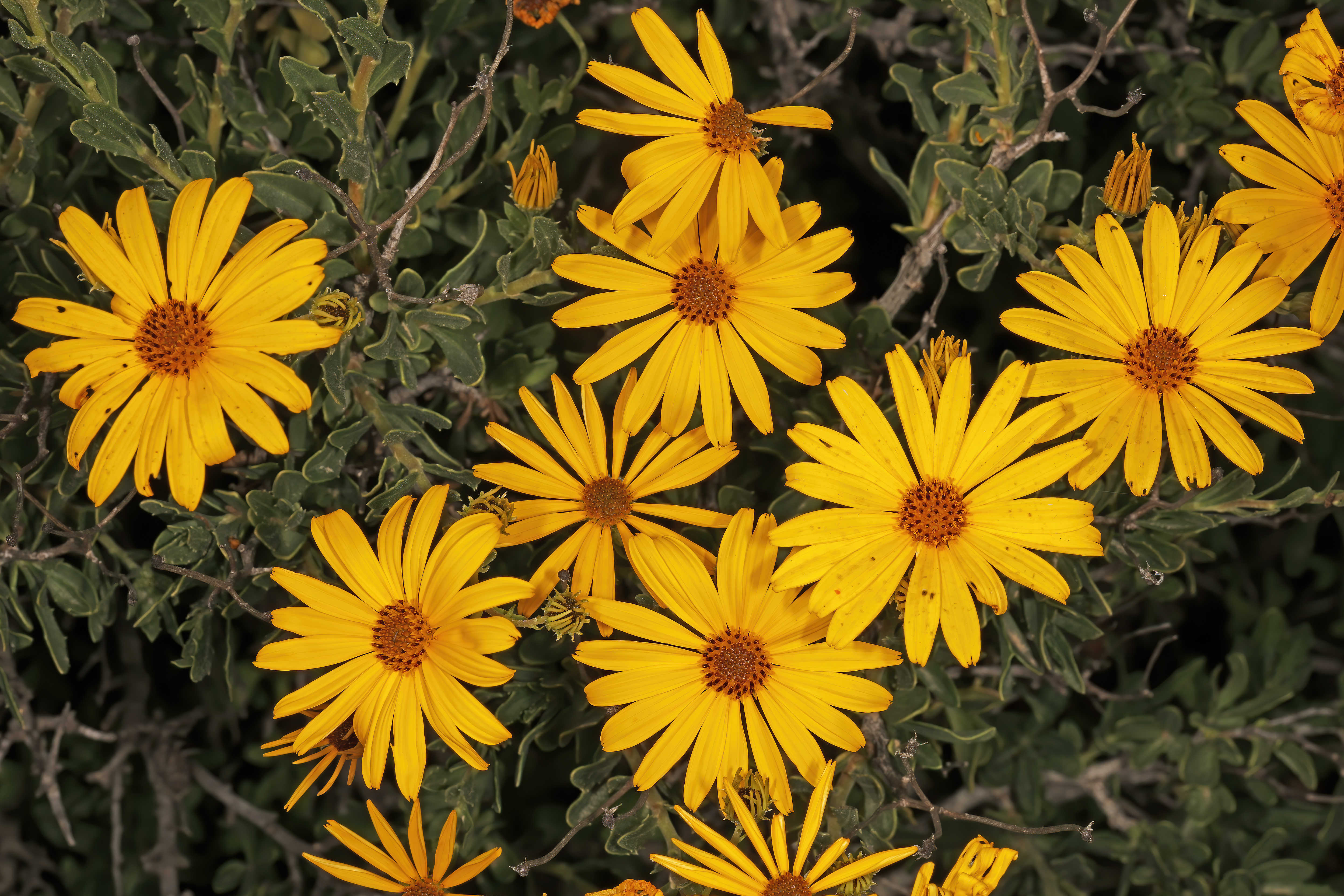
Osteospermum oppositifolium
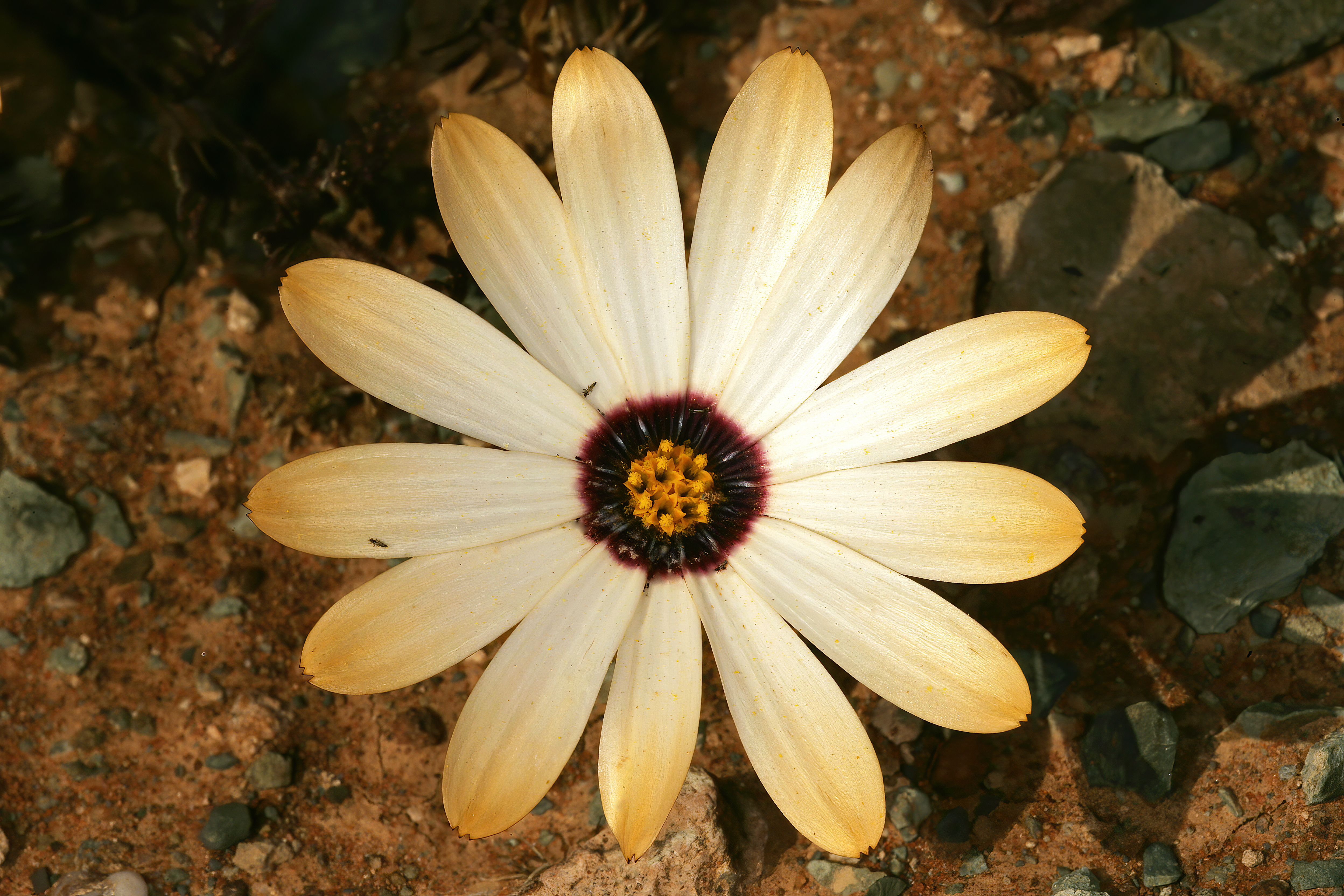
Osteospermum pinnatum
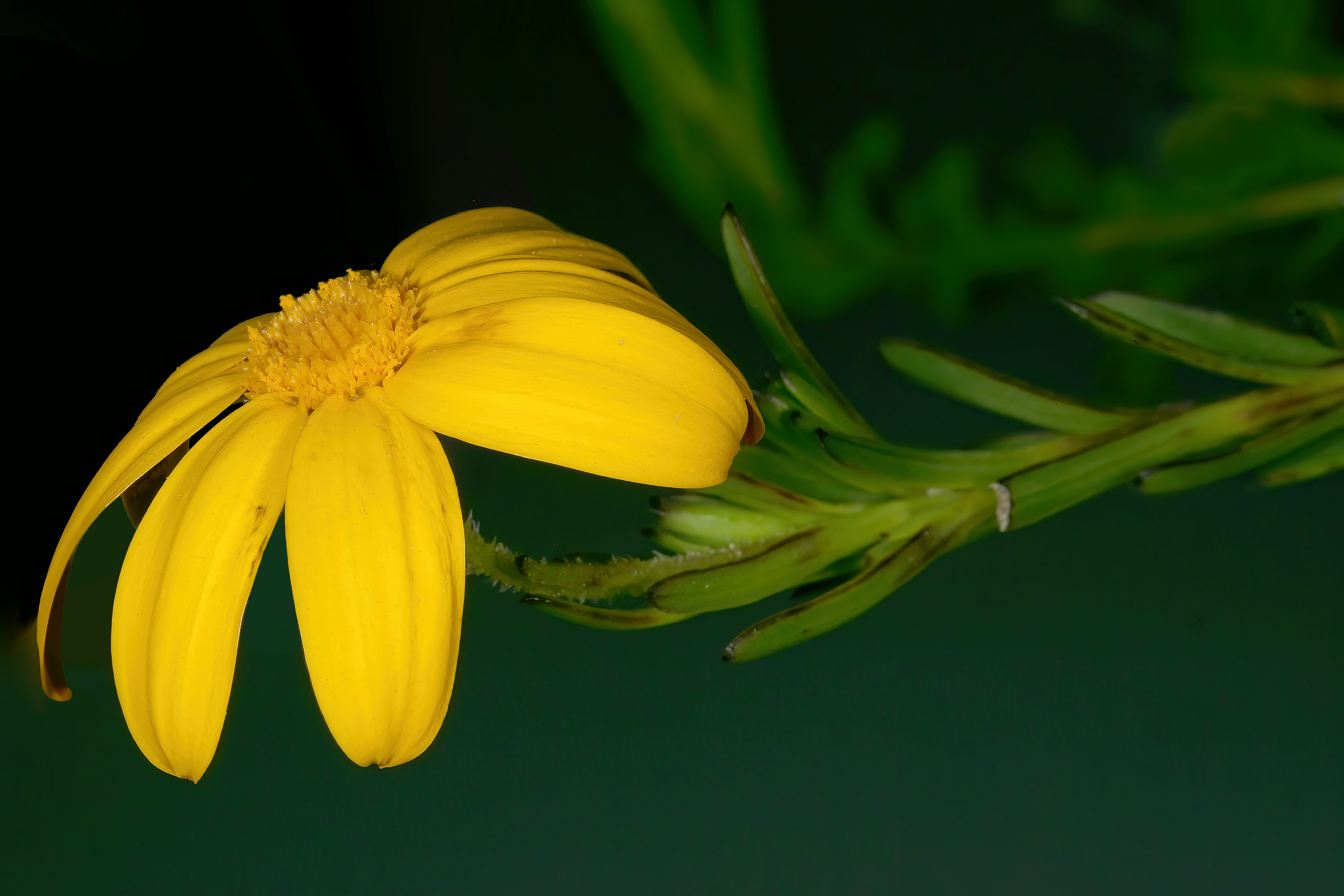
Osteospermum polygaloides

R-S
- Osteospermum rigidum Aiton
- Osteospermum rosulatum Norl.
- Osteospermum rotundifolium (DC.) Norl.
- Osteospermum sanctae-helenae Norl.
- Osteospermum scariosum DC.
- Osteospermum sinuatum (DC.) Norl.
- Osteospermum spathulatum (DC.) Norl.
- Osteospermum spinescens Thunb.
- Osteospermum spinigerum (Norl.) Norl.
- Osteospermum spinosum L.1
- Osteospermum striatum Burtt Davy
- Osteospermum subulatum DC.

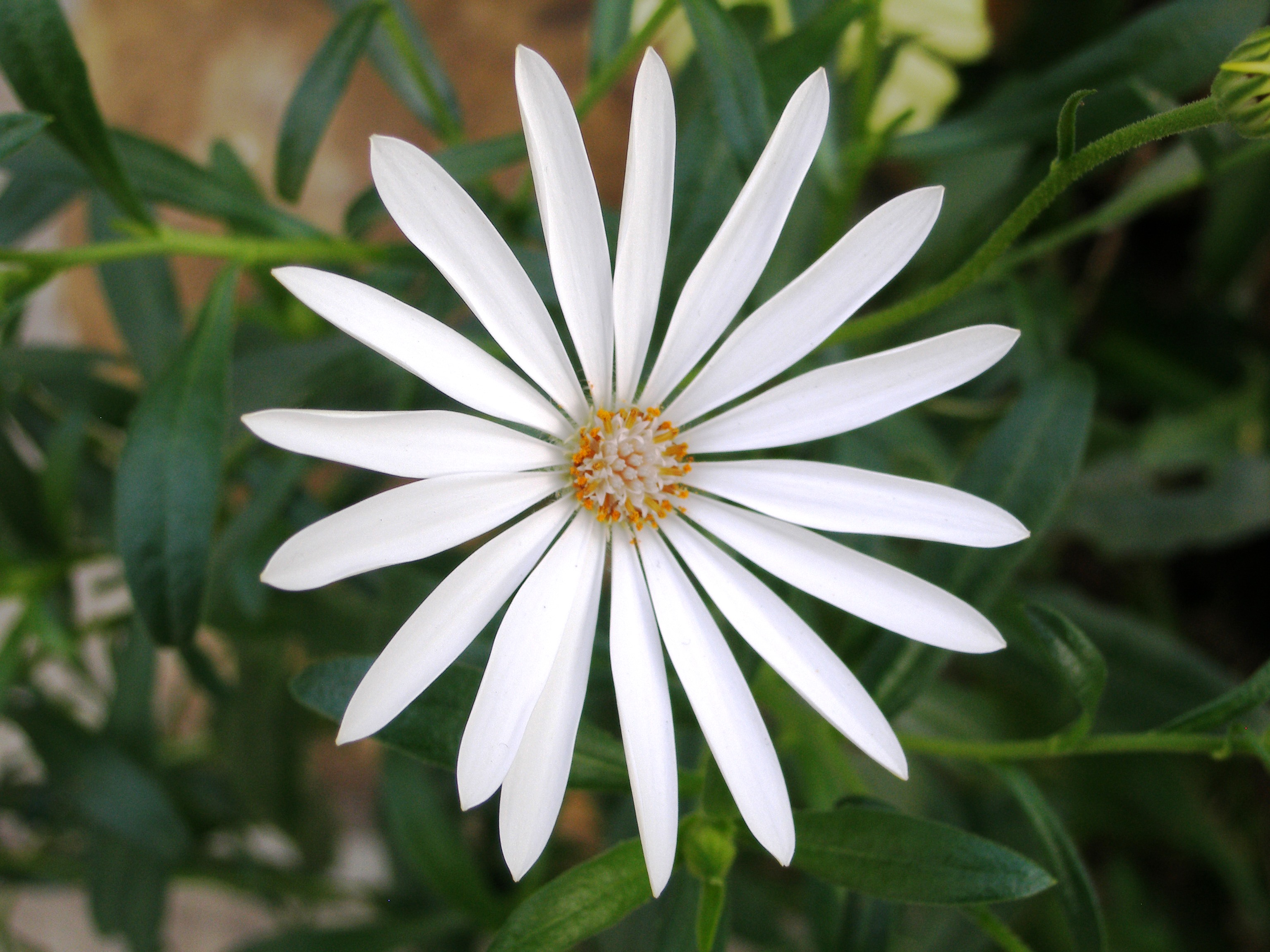
Osteospermum sanctae-helenae
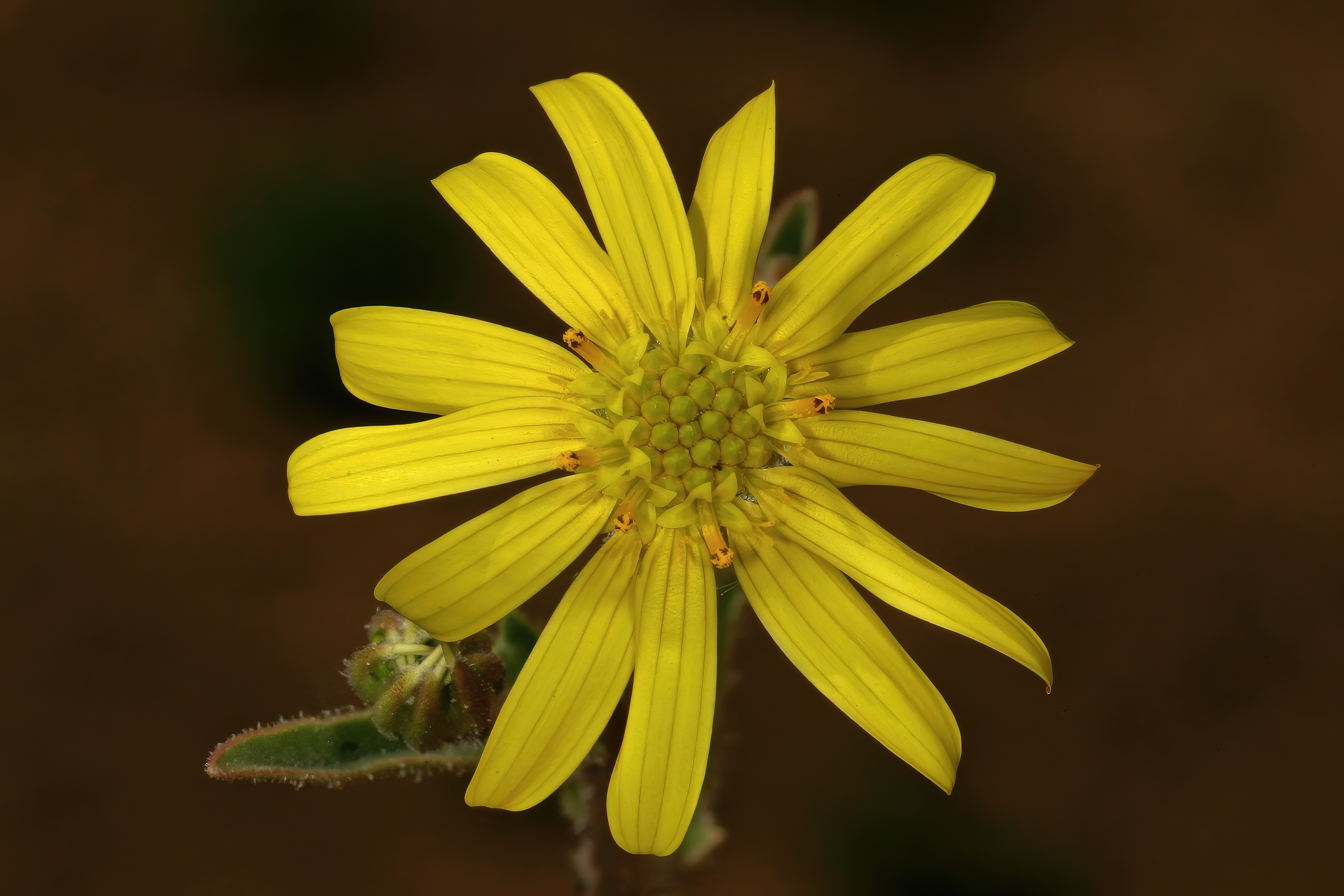
Osteospermum scariosum
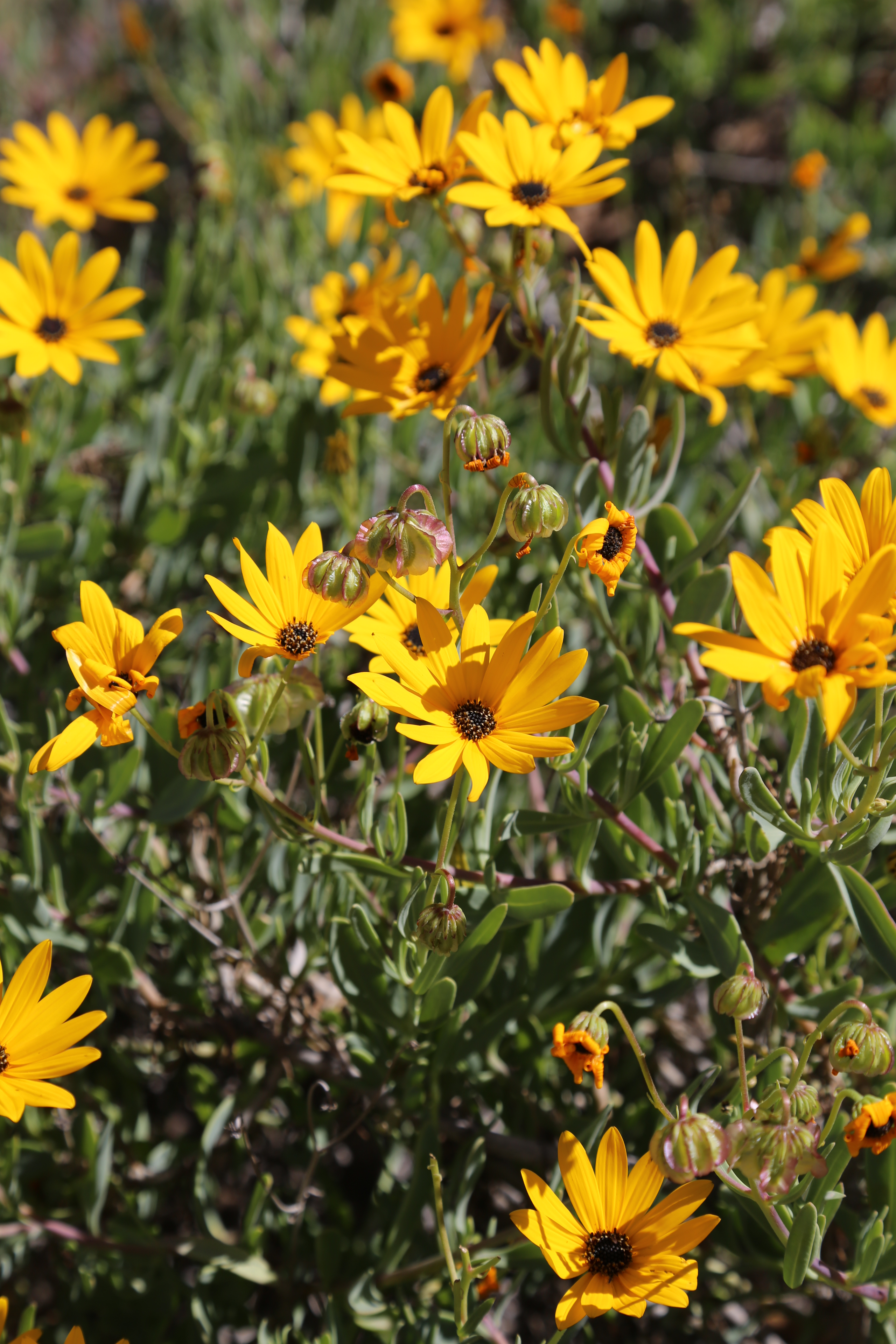
Osteospermum sinuatum
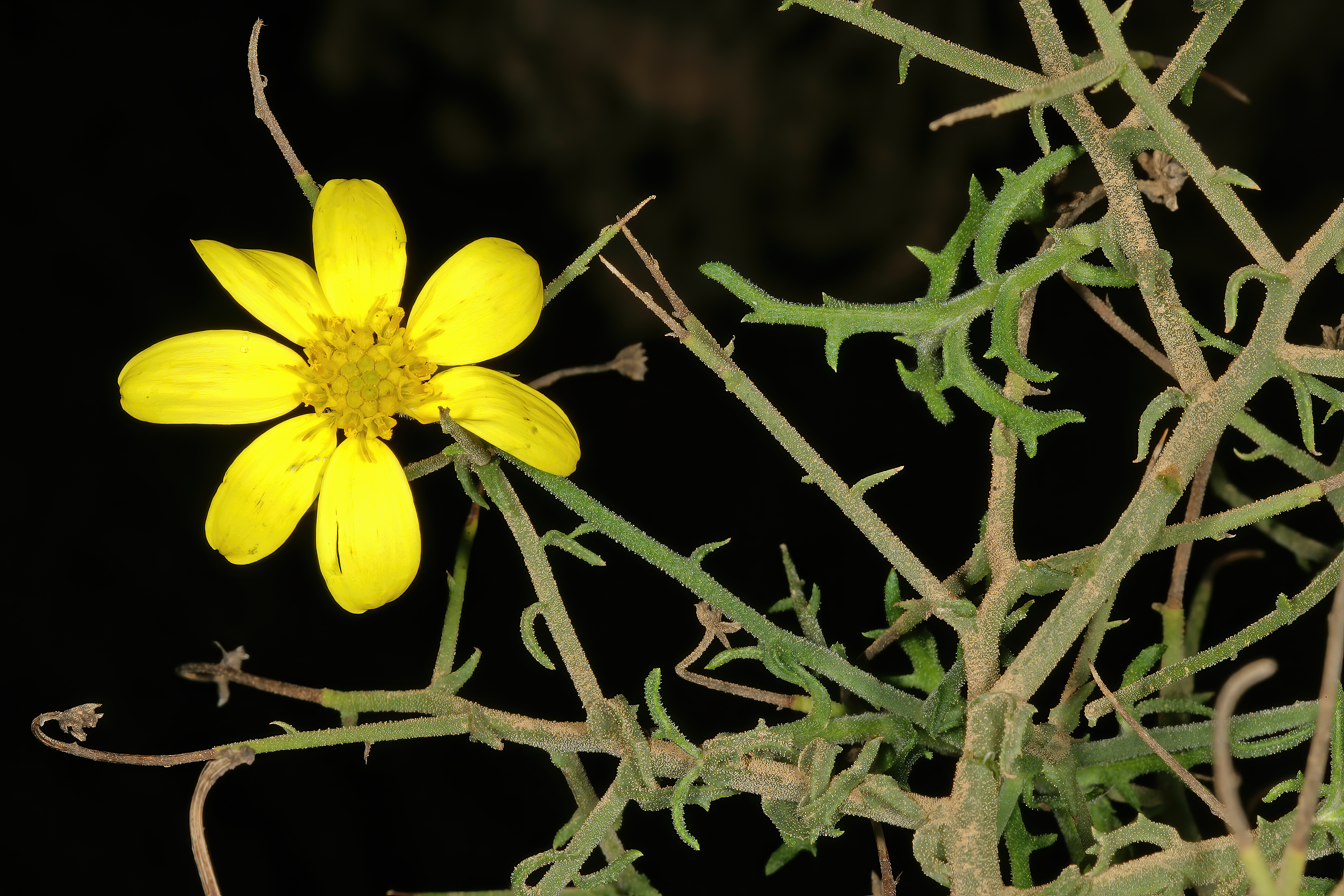
Osteospermum spinosum

T-V
- Osteospermum thodei Markötter
- Osteospermum tomentosum (L.f.) Norl.
- Osteospermum triquetrum L.f.
- Osteospermum vaillantii (Decne.) Norl.
- Osteospermum volkensii  (O.Hoffm.) Norl.

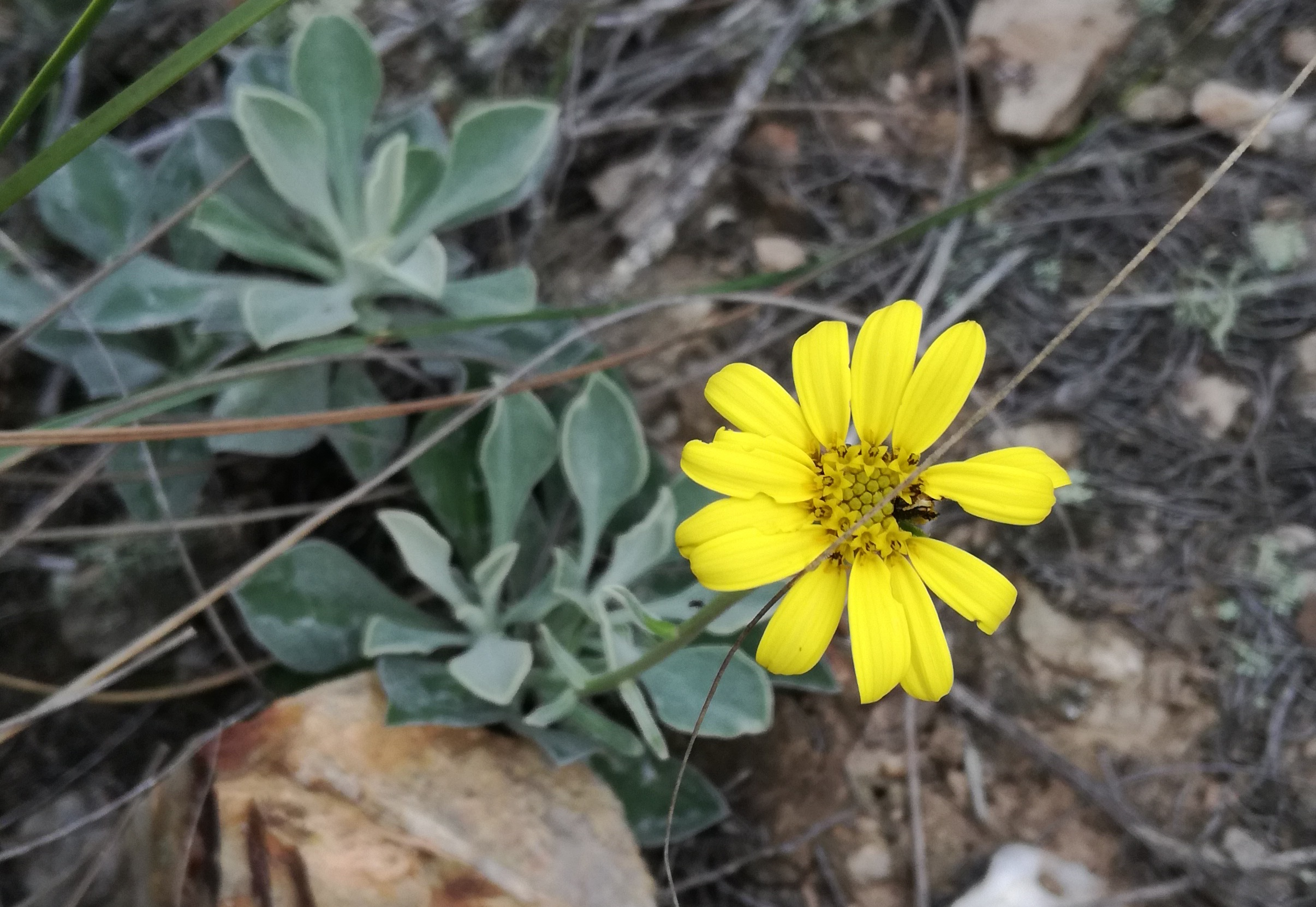
Osteospermum tomentosum
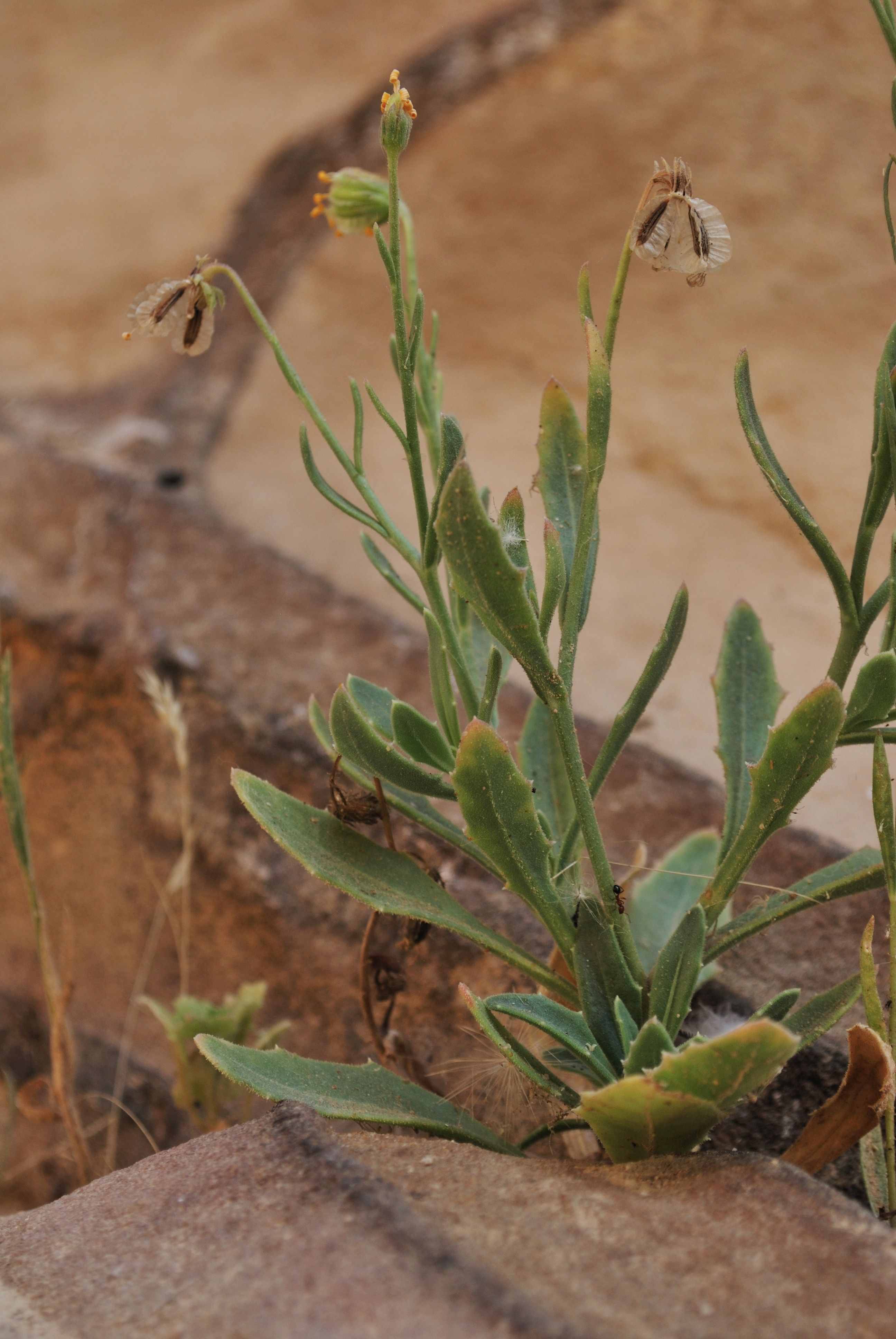
Osteospermum vaillantii

### Sinonimi
Sono elencati alcuni sinonimi per questa entità:
- Monilifera Adans.
- Chrysanthemoides  Fabr.
- Eriocline  Cass.
- Inuloides  B.Nord.
- Lepisiphon  Turcz.
- Monoculus  B.Nord.
- Nephrotheca  B.Nord. & Källersjö
- Norlindhia  B.Nord.
- Oligocarpus  Less.
- Tripterachaenium  Kuntze
- Tripteris  Less.
- Xenismia  DC.

## Specie presenti nella flora italiana
In Italia di questo genere è presente la seguente specie:
- Osteospermum moniliferum  L. - Crisantemoide: l'altezza massima della pianta è di 3 - 10 dm; il ciclo biologico è perenne; la forma biologica è camefita suffruticosa (Ch suffr); il tipo corologico è Tropicale / Sudafricano; l'habitat tipico sono le rocce e i muri; in Italia è una specie molto rara e si trova al Sud (Sicilia) fino ad una quota di 300 m s.l.m.. Nella "Flora d'Italia" questa pianta è indicata con il sinonimo di Chrysanthemoides monilifera (L.) Norl..